# Puebla de Yeltes
Puebla de Yeltes è un comune spagnolo di 229 abitanti situato nella comunità autonoma di Castiglia e León.